# Сак'єт-ед-Даер
Сак'єт-ед-Даер (араб. ساقية الداير) — місто в Тунісі. Входить до складу вілаєту Сфакс. Знаходиться за 7 км на північ від міста Сфакс. Станом на 2004 рік тут проживало 40 717 осіб.